# Balfrin
Il Balfrin (3.796 m s.l.m.) è una montagna del Massiccio del Mischabel (nelle Alpi Pennine). Si trova nel Canton Vallese (Distretto di Visp).

## Descrizione
La montagna è collocata tra la Mattertal e la Saastal a nord del Nadelhorn. Non si trova sulla cresta principale del massiccio ma lungo la cresta secondaria che, staccandosi dal Nadelhorn, passa dall'Ulrichshorn e dopo aver superato il Balfrin va ad abbassarsi verso il Gross Bigerhorn ed il Färichhorn.

## Salita alla vetta
Si può salire sulla vetta partendo dalla Bordierhütte.